# Stathmostelma fornicatum
Stathmostelma fornicatum là một loài thực vật có hoa trong họ La bố ma. Loài này được (N.E.Br.) Bullock miêu tả khoa học đầu tiên năm 1953.